# Cartoons over Mohammed in Jyllands-Posten
In Denemarken verscheen op 30 september 2005 in dagblad Jyllands-Posten een serie van twaalf cartoons over de profeet Mohammed, de spotprenten toonden of hadden betrekking op Mohammed of de islam.
Deze serie spotprenten leidde tot woede en verontwaardiging onder moslims in zowel Denemarken en West-Europa als in islamitische landen, en vervolgens tot ophef en woede in de westerse wereld over die islamitische woede. Veel moslims vinden dat Mohammed niet mag worden afgebeeld; andere moslims vinden dat Mohammed niet op een afbeelding in verband mag worden gebracht met terrorisme. Opvallend is wel dat Deense moslims bijkomende cartoons - met daarin zwaardere beledigingen - toevoegden aan het dossier waarmee ze naar het Midden-Oosten trokken en daarna terug naar Europese moslims die initieel veel minder sterk mobiliseerden.
De aanleiding tot deze serie tekeningen was dat de schrijver Kåre Bluitgen tevergeefs had gezocht naar een illustrator voor een kinderboek over Mohammed. Jyllands-Posten reageerde hierop met een verzoek aan veertig tekenaars om een karikatuur van Mohammed te maken als illustratie bij een artikel over zelfcensuur en vrijheid van meningsuiting. De cartoons werden later ook in een groot aantal andere bladen gepubliceerd.
De kwestie had een grote socio-culturele impact. Naar schatting kwamen wereldwijd meer dan honderd mensen om het leven door rellen. Eind 2020 werd een Franse leraar vermoord nadat hij een van de cartoons had getoond in de les maatschappelijke vorming.

## Achtergrond van de woede
Het afbeelden van Mohammed is voor veel moslims een taboe, vooral als hij in verband wordt gebracht met terrorisme. Mohammed wordt door moslims geïdealiseerd als toppunt van perfectie en onfeilbaarheid; zijn leven is volgens hen een 'reflectie van de woorden van God' en Mohammed heeft met zijn leven de Soenna gegeven.
Voor moslims is een belediging aan het adres van Mohammed niet alleen een belediging van Mohammed, maar ook van de islam en de gelovigen. Een in de ogen van moslims beledigende opmerking over Mohammed raakt voor moslims ook direct de geloofsgetuigenis: Er is geen godheid dan God, en Mohammed is de boodschapper van God.
Voor een verklaring van de woede-uitbarsting is ook van belang dat sommige moslims een verband leggen met de strijd tegen het terrorisme, die zij als een oorlog tegen de islam ervaren.
De prenten leggen een verband tussen Mohammed en het kwaad dat sommige van zijn volgelingen aanrichten. Dit stuit bij veel moslims op verzet, aangezien dit afbreuk doet aan hun beeld van Mohammed als heilige en vredestichter.

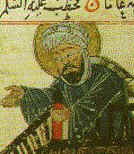
Close-up van Mohammed in een middeleeuwse afbeelding

Niet alle islamitische stromingen handhaven overigens een strikt verbod op het afbeelden van hun profeet. Vooral in Perzische handschriften is Mohammed geregeld in miniaturen afgebeeld. Dat gebeurde echter op een volgens moslims respectvolle wijze. In de meeste islamistische prenten werd het gezicht van Mohammed gesluierd of in een afgewende houding weergegeven maar er zijn ook veel prenten waarop het gezicht van Mohammed volledig zichtbaar is.

## Beschrijvingen van de cartoons
Een van de prenten laat Mohammed met tulband en kromzwaard zien, de ogen afgedekt met een zwart balkje. Hij wordt geflankeerd door twee vrouwen die geheel gehuld zijn in een chador, met uitzondering van een venster voor de ogen dat even groot is als het zwarte balkje.
Op een andere prent houdt Mohammed, staande op wolken een stoet rafelige, nasmeulende jongemannen tegen met de waarschuwing dat er geen maagden meer zijn, een toespeling op het geloof van (radicale) moslims dat zij als martelaar in het hiernamaals worden begroet door 72 maagden.
Een derde prent laat Mohammed zien met op zijn hoofd een tulband in de vorm van een bom met aangestoken lont. Deze prent is getekend door Kurt Westergaard.
De cartoonist Lars Refn gaf zijn tekening een verstopte boodschap mee. De tekening toont een scholier met een Arabisch uiterlijk met het onderschrift "Mohammed Valbyskole 7A". Op het schoolbord waarvoor hij staat, staat in het Farsi: De redactie van Jyllands-Posten is een bende reactionaire provocateurs. Volgens een andere bron echter stond er in het Arabisch: De redactie van Jyllands-Posten is een stelletje rechtse provocateurs. Hoe dan ook, de gemiddelde lezer van de prenten zal zich van die tekst waarschijnlijk niet bewust zijn geweest.
Twee cartoons laten niet Mohammed, maar de auteur Bluitgen met tulband zien. Zij parodiëren de campagne van de krant als PR-stunt voor Bluitgens boek.

## Chronologie
- Eind september 2005: Jyllands-Posten verzoekt 40 Deense cartoonisten om Mohammed te tekenen zoals u hem ziet.
- 30 september 2005: Jyllands-Posten publiceert 12 cartoons met als onderwerp de islamitische profeet Mohammed.
- 30 september 2005: iemand belt Jyllands-Posten en bedreigt de cartoonisten met de dood.
- 9 oktober 2005: de organisatie Islamisk Trossamfund, Islamistische Geloofsgemeenschap, van Aboe Laban eist excuses van Jyllands-Posten.[bron?] Excuses worden geweigerd.
- 14 oktober 2005: vreedzame protestdemonstratie van 5.000 mensen voor het kantoor van Jyllands-Posten in Kopenhagen.
- 17 oktober 2005: de Egyptische krant Al Faqr drukt 6 van de cartoons af zonder dat dit tot enige onrust leidt.[5]
- Op 19 oktober 2005[6] vragen elf ambassadeurs van islamitische-meerderheids-landen per brief om een ontmoeting met de Deense premier Anders Fogh Rasmussen om te praten over wat zij zien als een voortdurende lastercampagne in Deense openbare kringen en media tegen islam en moslims. Hun brief eindigt met: we betreuren [de cartoons en diverse andere uitingen in de media] en dringen erop aan dat uw regering alle verantwoordelijken onder handen neemt in overeenstemming met de wetten van het land, in het belang van inter-religieuze harmonie, betere integratie, en Denemarkens relaties in het algemeen met de moslimwereld. Premier Rasmussen antwoordde per brief, dat hij een ontmoeting weigerde, en: ‘de Deense regering heeft geen middelen om de pers te beïnvloeden. Wie zich beledigd voelt kan een rechtszaak aanspannen’.
- 27 oktober 2005: een twintigtal moslimorganisaties, verenigd in de Islamisk Trossamfund, klaagt Jyllands-Posten wegens godslastering aan. Op 6 januari besluit de Officier van Justitie te Viborg om het onderzoek niet door te zetten. De organisaties gaan tegen dit besluit in beroep.
- 3 tot 11 december 2005: vijf Deense moslims, namens het ‘Europees Comité tot Verering van de Profeet’ en onder leiding van imam Mohamad Al-Khaled Samha, bezoeken in Egypte[7] onder andere de grootmoefti, een leider van de Arabische Liga, de sjeik van de Al-Azhar-universiteit en een adviseur van de minister van Buitenlandse Zaken. Ze zouden een dossier bij zich hebben dat een vermeende sfeer van islamofobie en afwijzing van moslims in Denemarken en West-Europa zou moeten illustreren, bestaande uit de Jyllands-Posten-cartoons en verder onder andere een cartoon van Mohammed als duivelse pedofiel, een foto van een hond die een biddende moslim bestijgt, een foto van een deelnemer – man vermomd met varkenssnuit en varkensoren[8] – aan een varken-schreeuw-wedstrijd, en een televisie-interview met Ayaan Hirsi Ali.
- 17 tot 31 december 2005: nieuwe delegaties van het ‘Europees Comité tot Verering van de Profeet’ (zie bij 3 december) zouden in Libanon de grootmoefti, de belangrijkste Sjiitische sjeik en de patriarch van de Maronitische Kerk hebben bezocht, en verder in Syrië de Syrische grootmoefti, en ook Soedan, Marokko, Algerije en Qatar hebben bezocht.
- December 2005: de ministers van buitenlandse zaken van de Arabische Liga bekritiseren de Deense premier voor de manier waarop hij met de zaak is omgegaan.
- 1 januari 2006: de Deense premier benadrukt in zijn nieuwjaarstoespraak het belang van vrijheid van meningsuiting, vrijheid van religie en wederzijds respect.
- 10 januari 2006: de Noorse krant Magazinet herdrukt de cartoons.
- 21 januari 2006: de International Union of Muslim Scholars schaart zich achter een consumentenboycot van Deense producten.
- 26 januari 2006: Saoedi-Arabië start een handelsboycot.
- 29 januari 2006: Libië sluit zijn ambassade in Denemarken.
- 30 januari 2006: Hoofdredacteur Carsten Juste van Jyllands-Posten publiceert een verklaring op internet in het Deens, Arabisch[9] en Engels. Daarin zegt hij:[10]

(...) Ernstige misverstanden betreffende een aantal tekeningen van de profeet Mohammed hebben geleid tot veel woede en, recentelijk, ook boycot van Deense goederen in moslimlanden. Sta mij toe deze misverstanden recht te zetten. (...) Jyllands-Posten publiceerde twaalf verschillende ideeën van cartoonisten van hoe de profeet Mohammed er zou kunnen hebben uitgezien. Dat vond plaats in het kader van een lopend publiek debat over vrijheid van meningsuiting, een vrijheid die in Denemarken wordt gekoesterd.
Naar onze mening waren de twaalf tekeningen sober, en ze waren niet krenkend bedoeld. Ze waren ook niet strijdig met Deense wetgeving, maar ze hebben ontegenzeggelijk veel moslims gekrenkt, en daarvoor bieden wij onze excuses aan. (...)
- 3 februari 2006: op de Deense tv veroordeelt Aboe Laban (zie 9 oktober) de boycot van de Deense producten, maar op de Arabische zender Al-Jazeera steunt hij de boycot.
- 24 februari 2006: In de Nigeriaanse steden Potiskum en Kontagora in het noorden en in Enugu in het zuidoosten van het land vinden rellen plaats naar aanleiding van de cartoons over Mohammed in Denemarken. Er vallen meer dan honderd doden, vier kerken worden verwoest.
- 26 oktober 2006: De rechtbank in het Deense Aarhus spreekt de leiding van Jyllands-Posten vrij. Zeven Deense moslimorganisaties hadden een aanklacht ingediend, omdat zij vonden dat de teksten beledigend waren. De rechtbank achtte de prenten niet beledigend en vond dat de krant niet de bedoeling had om moslims te kleineren.[11]
- 13 februari 2008: Drie moslims die een aanslag wilden plegen op Kurt Westergaard worden in Denemarken gearresteerd.[12] Naar aanleiding daarvan publiceren een aantal kranten uit solidariteit met de tekenaar opnieuw de cartoons.
- 27 maart 2008: De prent van 'Mohammed' met op zijn hoofd een tulband in de vorm van een bom met aangestoken lont, heeft een prominente rol gekregen in het begin en einde van de korte film Fitna van Geert Wilders.
- 4 juni 2008: In de Noorse krant Adresseavisens wordt naar aanleiding van een aanslag in Pakistan een nieuwe spotprent afgedrukt.[13]
- 1 januari 2010: Een 28-jarige Somaliër weet in de nacht van 1 januari 2010 het huis van Kurt Westergaard binnen te dringen en probeert de cartoonist met een bijl en een mes te doden. Westergaard weet naar de beveiligde badkamer te vluchten, en waarschuwt daar met een druk op een noodknop de politie. Gearriveerde politie schakelt de Somaliër uit en arresteert hem.[14]
- 16 oktober 2020 Leraar Samuel Paty wordt onthoofd nadat hij in zijn les een mohammedcartoon had gebruikt om het onderwerp "vrijheid van meningsuiting" te bespreken.

## Reacties

### Protestacties binnen islamitische landen
- 3 tot 11 december 2005: vijf Deense moslims, namens het ‘Europees Comité tot Verering van de Profeet’ en onder leiding van imam Mohamad Al-Khaled Samha, bezoeken in Egypte[bron?] onder andere de grootmoefti, een leider van de Arabische Liga, de sjeik van de Al-Azhar-universiteit en een adviseur van de minister van Buitenlandse Zaken. Ze zouden een dossier bij zich hebben dat een vermeende sfeer van islamofobie en afwijzing van moslims in Denemarken en West-Europa zou moeten illustreren, bestaande uit de Jyllands-Posten-cartoons en verder onder andere een cartoon van Mohammed als duivelse pedofiel, een foto van een hond die een biddende moslim bestijgt, een foto van een deelnemer – man vermomd met varkenssnuit en varkensoren.[8] – aan een varken-schreeuw-wedstrijd, en een televisie-interview met Ayaan Hirsi Ali.
- 17 tot 31 december 2005: nieuwe delegaties van het ‘Europees Comité tot Verering van de Profeet’ (zie bij 3 december) zouden in Libanon de grootmoefti, de belangrijkste Sjiitische sjeik en de patriarch van de Maronitische Kerk hebben bezocht, en verder in Syrië de Syrische grootmoefti, en ook Soedan, Marokko, Algerije en Qatar hebben bezocht.
- 21 januari 2006: de International Union of Muslim Scholars schaart zich achter een consumentenboycot van Deense producten.
- 26 januari 2006: Saoedi-Arabië start een handelsboycot.
- 29 januari 2006: Libië sluit zijn ambassade in Denemarken.
- 4 februari 2006: In de Syrische hoofdstad Damascus steken woedende protesterende moslims de Deense ambassade in brand. Ook de vertegenwoordigingen van Zweden en Chili, die in hetzelfde gebouw zijn gevestigd, worden beschadigd. Even later wordt elders in de stad de Noorse ambassade eveneens in brand gestoken. Denemarken houdt de Syrische regering verantwoordelijk omdat het vermoedt dat het geweld oogluikend werd toegestaan. Syrië treedt normaal gesproken hard op tegen protestacties.
- 4 februari 2006: in de Palestijnse gebieden hebben jongeren geprobeerd de gebouwen van de Europese Unie binnen te dringen.
- 5 februari 2006: in de Libanese hoofdstad Beiroet wordt het Deense consulaat in brand gestoken. Het blussen wordt bemoeilijkt doordat brandweerauto's onklaar zijn gemaakt. Volgens de Libanese veiligheidsdienst kwam een betoger om het leven in de vlammen. De menigte trok ook een christelijke wijk binnen en vernielde daar ten minste twee kerken (een Maronitische en een Orthodoxe kerk) en Mariabeelden. Op 6 februari biedt Libanon Denemarken zijn excuses aan voor het in brand steken van de Deense ambassade. Minister van informatie Ghazi Aridi zegt dat het geweld de beschaafde reputatie van Libanon heeft bezoedeld en het "edele doel" van de demonstratie geen recht heeft gedaan.
- De Iraanse president Ahmadinejad eiste de verbreking van de economische contracten met Denemarken en de andere landen waar de spotprenten van Mohammed werden gepubliceerd.
- 7 februari: in Afghanistan loopt een protestactie voor een Noorse NAVO-basis uit de hand als een aantal betogers de wapens van zeven politieagenten afpakken en daarmee de basis aanvallen. De Noren voelen zich zodanig bedreigd dat zij luchtsteun inroepen van de Nederlandse ISAF-militairen. De luchtsteun komt in de vorm van een Show of Force, dit houdt in dat een straaljager laag over komt vliegen en dan waarschuwingsschoten afschiet. De bedoeling was dat de relschoppers tot bedaren worden gebracht. Drie betogers worden doodgeschoten en 25 raken door kogels gewond. Vier militairen raken gewond, twee Noorse en twee Finse.
- (datum onbekend): ook bij een Nederlands kamp in Afghanistan ontstaat een rel. Er wordt met stenen gegooid. Hierbij raakt een Nederlander lichtgewond aan het hoofd.[bron?]
- 8 februari: twee demonstranten worden gedood, als zij tijdens het oprukken naar een Amerikaanse basis in Afghanistan onder vuur genomen worden door agenten. Er worden eerst waarschuwingsschoten gelost. Als dit niet helpt, schieten de agenten op de menigte.
- (datum onbekend): in Indonesië – het land met de meeste moslims – worden slechts enkele kleinere protestacties gemeld.[bron?]
- 10 februari 2006: president Susilo Bambang Yudhoyono van Indonesië waarschuwt westerse media en politici in een artikel in de International Herald Tribune voor het averechtse effect dat het voortdurend rechtvaardigen van de karikaturen met een beroep op de vrijheid van meningsuiting volgens hem heeft op het vreedzaam samenleven van moslims en niet-moslims. Hij vindt dat moslims in westerse landen ervan op aan moeten kunnen dat de democratieën waarin zij leven ook de heilige symbolen van de islam respecteren en beschermen. Als de indruk wordt gewekt dat het bespotten van de islam in een democratie is toegestaan, zal volgens hem de bereidheid van moslims om in het democratische stelsel te participeren drastisch afnemen. Anderzijds roept hij moslims op om meer werk te maken van interreligieuze dialoog en het geweld te staken. Reageren met geweld is volgens Yudhoyono niet in het belang van moslims en in strijd met het voorbeeld van de islamitische profeet.
- (datum onbekend): In Iran is in de krant Hamshahri een week lang een anti-joodse cartoonwedstrijd gaande, als tegenwicht tegen de Deense cartoons.[bron?]
- 17 februari 2006: de Pakistaanse imam Mohammed Yousaf Qureshi looft een miljoen dollar en een auto uit voor het vermoorden van een van de cartoonisten.

### Kritiek vanuit regeringen in islamitische landen
- december 2005: de ministers van buitenlandse zaken van de Arabische Liga bekritiseren de Deense premier voor de manier waarop hij met de zaak is omgegaan.
- 15 februari 2006: de Organisatie voor Islamitische Samenwerking geeft een verklaring uit waarin zij oproept om moslims en hun heiligdommen te respecteren, bijvoorbeeld door het beledigen van Mohammed gelijk te stellen aan antisemitisme en majesteitsschennis.
- (datum onbekend): De Iraanse president Mahmoud Ahmadinejad veroordeelt de cartoons als 'de zoveelste poging van het "joodsgezinde westen" om de islam te ondermijnen'.[bron?]

### Herpublicaties cartoons in islamitische landen
In negen moslimlanden werden de tekeningen uitgebracht, in zes daarvan had dat tot gevolg dat de hoofdredacteur werd opgepakt en/of de krant gesloten.
- Jemen: Jihad Momani, hoofdredacteur van het Jordaanse weekblad Al Shihan, die drie spotprenten had laten afdrukken, werd gearresteerd en ontslagen. Hij publiceerde de tekeningen "opdat mensen weten waartegen ze protesteren". Hij voegde eraan toe dat velen de prenten aanvallen zonder die ooit te hebben gezien. De uitgever van Al Shihan die in een interview met Der Spiegel uitlegde waarom de hoofdredacteur is ontslagen, zegt dat de tekeningen een uitdrukking zijn van kolonialistische antimoslim-haat.[15]
- Algerije: gezicht werd onherkenbaar gemaakt, toch werden de kranten gesloten en de hoofdredacteurs opgepakt.
- Indonesië: hoofdredacteur opgepakt.
- Jordanië: hoofdredacteur opgepakt.
- Maleisië: krant gesloten.
- Saoedi-Arabië: krant gesloten.
- Geen negatieve gevolgen: Bosnië en Herzegovina, Egypte, Marokko (gezicht onherkenbaar gemaakt).

### Protestacties in niet-islamitische landen
Ook in Denemarken en Groot-Brittannië werd door moslims gedemonstreerd. In Nederland werd op 9 februari in Maastricht, en op 11 februari 2006 op de Dam in Amsterdam gedemonstreerd.
Op 11 februari wordt ook in Parijs gedemonstreerd tegen de cartoons.
In reactie op een oproep van de Organisatie voor Islamitische Samenwerking op 15-2-2006 tot respecteren van moslims en hun heiligdommen steunden secretaris-generaal van de VN Kofi Annan en EU-buitenlandcoördinator Javier Solana die oproep.

### Kritiek op cartoons in niet-islamitische landen
Reacties van westerse regeringen waren rond 6 februari 2006, opmerkelijk gelijkluidend en sterk verschillend van de reactie van de Deense premier in oktober '05 (zie paragraaf chronologie), een combinatie van impliciete kritiek op de cartoons én verdediging van vrijheid van meningsuiting en expressie. De Britse minister van Buitenlandse Zaken Straw: "met het recht op vrijheid van meningsuiting in alle samenlevingen en culturen moet verantwoordelijk worden omgegaan, en het omvat geen verplichting tot beledigen". Zijn Franse collega Philippe Douste-Blazy: vrijheid van expressie verleent inderdaad rechten – maar zij legt ook de plicht tot verantwoordelijkheid op hen die zich uitspreken. Een woordvoerder van de Amerikaanse regering: "anti-moslim-afbeeldingen zijn net zo onacceptabel als antisemitische afbeeldingen, antichristelijke afbeeldingen of enig ander geloof. Maar het is belangrijk dat we ook de rechten verdedigen van mensen om hun persoonlijke opvattingen te uiten".
Ook premier Balkenende liet zich op vergelijkbare wijze uit (zie paragraaf reacties in Nederland bij 7 februari 2006).
Javier Solana, toenmalig hoge vertegenwoordiger van de Europese Unie voor Buitenlandse Zaken en Veiligheidsbeleid, zei dat "verdraagzaamheid en respect even belangrijk zijn als de vrijheid van meningsuiting". Ook het Vaticaan liet weten dat het recht op vrije meningsuiting niet het recht om de religieuze gevoelens van gelovigen te kwetsen omvat.

### Reactie in Westers-christelijke wereld op islamitische protesten
Als tegenreactie op het protest en als steun voor de originele publicatie, hebben vele kranten, vooral in Europa, de Deense cartoons ook gepubliceerd. De Deense premier blijft bij zijn standpunt dat in een seculiere democratie de regering geen verontschuldigingen kan uiten in naam van de pers omdat de regering de pers niet beheerst omwille van de persvrijheid.
De Duitse bondskanselier Angela Merkel toonde begrip voor de gekrenkte gevoelens van moslims, maar noemde het onaanvaardbaar dat ze worden gebruikt om het gebruik van geweld te legitimeren.
In Nieuw-Zeeland besloten verschillende kranten ook tot publicatie van de cartoons over te gaan, om steun te betuigen aan de westerse landen. Ook in de Verenigde Staten en Canada hebben enkele media besloten tot herpublicatie, hoewel zij terughoudender waren dan in Europa het geval is.
De cartoons zijn in 143 kranten in 56 landen opnieuw gepubliceerd. Zeventig Europese en veertien Amerikaanse kranten drukten de tekeningen af of publiceerden ze online.

### Denemarken

#### Protestdemonstraties binnen Denemarken
- Rond 9 oktober 2005: De Deense imam Raed Hlayhel uit Århus, de organisatie Islamisk Trossamfund, Islamistische Geloofsgemeenschap, van geestelijk leider Ahmad Abu Laban uit Kopenhagen en diverse organisaties eisen[bron?] excuses van Jyllands-Posten. Excuses worden geweigerd.
- 14 oktober 2005: vreedzame protestdemonstratie van 5.000 mensen voor het kantoor van Jyllands-Posten in Kopenhagen.
- Op 19 oktober 2005[6] vragen elf ambassadeurs van islamitische-meerderheids-landen per brief om een ontmoeting met de Deense premier Anders Fogh Rasmussen om te praten over wat zij zien als “een voortdurende lastercampagne in Deense openbare kringen en media tegen islam en moslims”. Hun brief eindigt met: "we betreuren (de cartoons en diverse andere uitingen in de media) en dringen erop aan dat uw regering alle verantwoordelijken onder handen neemt in overeenstemming met de wetten van het land, in het belang van inter-religieuze harmonie, betere integratie, en Denemarkens relaties in het algemeen met de moslimwereld". Premier Rasmussen antwoordde per brief dat hij een ontmoeting weigerde, en: ‘de Deense regering heeft geen middelen om de pers te beïnvloeden. Wie zich beledigd voelt kan een rechtszaak aanspannen’.
- 27 oktober 2005: een twintigtal moslimorganisaties, verenigd in de Islamisk Trossamfund, klaagt Jyllands-Posten aan wegens godslastering. Op 6 januari besluit de Officier van Justitie te Viborg om het onderzoek niet door te zetten. De organisaties gaan tegen dit besluit in beroep.
- 13 februari 2008: Drie moslims die een aanslag wilden plegen op Kurt Westergaard worden in Denemarken gearresteerd.[12] Naar aanleiding daarvan publiceren een aantal kranten uit solidariteit met de tekenaar opnieuw de cartoons.
- 1 januari 2010: Een 28-jarige Somaliër weet in de nacht van 1 januari 2010 het huis van Kurt Westergaard binnen te dringen en probeert de cartoonist met een bijl en een mes te doden. Westergaard weet naar de beveiligde badkamer te vluchten, en waarschuwt daar met een druk op een noodknop de politie. Gearriveerde politie schakelt de Somaliër uit en arresteert hem.[14]

#### Overige kritiek op Jyllands-Posten
Leiders van de Deense organisatie Islamitische Geloofsgemeenschap zochten later steun in Egypte, Syrië en Libanon. Abu Laban heeft zich in een interview met Al Jazeera achter een oproep van Saoedi-Arabië tot het boycotten van Deense producten geschaard.
De Berlingske Tidende bekritiseerde rond 1 februari 2006 de publicatie van de cartoons: Men wilde testen of er sprake was van zelfcensuur. Maar er was geen zelfcensuur, want de tekeningen werden wel degelijk getekend.
Volgens de Deense krant Politiken weigerde Jyllands-Posten in 2003 nog een serie van vier spotprenten over Jezus. De krant was toen bezorgd dat de tekening van cartoonist Christoffer Zieler over de verrijzenis van Jezus mogelijk spanningen zou veroorzaken.
Prof. Dr. Tim Jensen van de Universiteit van Zuid-Denemarken zegt in februari 2007 op een symposium in Leiden, dat Jyllands-Posten van tevoren wist dat moslims aanstoot zouden nemen aan de cartoons, en hij suggereert een verband met een islamofoob en islam-kritisch klimaat in Denemarken sinds 2001, met name tot uiting komend in, of bevorderd door, publicaties in massamedia.

#### Kritiek op premier Rasmussen
De krant Politiken noemde het rond 1 februari 2006 absurd dat premier Anders Fogh Rasmussen niet zijn ongenoegen met een besluit van een krant wilde betuigen, stelde dat Rasmussen dat in het verleden wel vaker heeft gedaan, maar dat juist Jyllands-Posten zelden het mikpunt was van zijn kritiek, daarmee suggererend dat er nauwe banden zijn tussen deze krant en de liberale partij van Rasmussen.

### Nederland

#### Herpublicaties cartoons
NRC Handelsblad plaatst op 30 januari ’06 op de buitenlandpagina een van de cartoons, om, zo zegt de hoofdredacteur, bij de internationale ophef de lezer "te tonen waar het om gaat".
Kamerlid Geert Wilders plaatst op 1 februari alle cartoons op zijn website, om de makers van de cartoons een hart onder de riem te steken.
Op 2 februari of eerder plaatsten De Telegraaf, Trouw en de Volkskrant één of meer spotprenten in de krant en het Algemeen Dagblad op zijn website, als illustratie bij het nieuws. Naar aanleiding daarvan werd op 2 februari 2006 een bommelding bij de Volkskrant gedaan, die later vals bleek.

#### Reacties op de internationale protestacties
Ayhan Tonca, voorzitter van het Contactorgaan Moslims en Overheid (CMO), vindt de hevige protesten in een aantal Arabische landen tegen Denemarken begrijpelijk, zegt hij op 31 januari 2006 tegen NRC Handelsblad, en hij zegt: "godslastering wordt helaas toegestaan in West-Europa. Altijd met verwijzing naar de vrijheid van meningsuiting, maar respect voor andermans geloof stelt daar grenzen aan. Ik zou dat langs juridische weg willen toetsen", en: "Ik zou zeker naar de rechter stappen. Het is ontoelaatbaar om de profeet Mohammed te gebruiken in een spotprent."
Zulke spotprenten werken averechts, zegt Tonca, de makers zeggen dat ze in gesprek willen met de moslimgemeenschap, maar ze bereiken het tegenovergestelde. (...) Kennelijk willen ze vooral moslims tegen de schenen schoppen.
De politicus Geert Wilders noemt op 1 februari 2006 de ophef en protesten in vooral het Midden-Oosten "zeer verontrustend", en noemt het "een kwalijke zaak" dat de krant Jyllands-Posten zich heeft verontschuldigd tegenover de moslimgemeenschap. Om de makers van de cartoons een hart onder de riem te steken plaatst hij die dag alle twaalf cartoons op zijn website.
Tijdens een Kamerdebat over de kwestie op 7 februari 2006 vragen GroenLinks, LPF, VVD, D66 en PvdA aan premier Balkenende, "de persvrijheid zonder een "maar" te verdedigen" en in die zin solidariteit met de Deense regering te betuigen. De SGP daarentegen neemt het standpunt in, verwoord in bijbeltekst Romeinen 12:18: "indien het mogelijk is, zoveel in u is, houd vrede met alle mensen", hetgeen volgens woordvoerder Van der Vlies moet worden toegepast op zowel het handhaven als het hanteren van onze grondrechten.
Premier Balkenende benadrukte de waarde van het recht op vrije meningsuiting, maar deed ook een beroep op de media daar op een verantwoorde manier mee om te gaan. Hij riep op tot respect voor de religieuze gevoelens van islamitische medeburgers. Daar sluit de CDA-fractie zich bij aan.
De organisatie 'Initiatives of Change Nederland' noemt op 7 februari 2006 de woedende verontwaardiging in de Arabische landen over de cartoons "buitenproportioneel", maar ook een uiting van "onmacht" van de underdog op het wereldtoneel. IofC noemt het wenselijk dat moslims die in Europa leven, accepteren dat grappen maken over religie en zelfs godslastering "deel is van de Europese cultuur", maar wenst óók dat "het seculiere West-Europa" zich inleeft in de woede van de gelovige islamiet over de spotprenten. Botweg minachting voor de islam blijven uiten met een beroep op de vrijheid van meningsuiting kan leiden tot "een wereld die in brand staat", stelt IofC.
Ook de schrijver Mohammed Benzakour ziet op 9 februari 2006 de woede en geweldsuitbarstingen in de Arabische landen als uitingen van gevoelens van politieke onmacht, frustratie en een gebrek aan zelfvertrouwen.
VVD-Kamerlid Ayaan Hirsi Ali stelt op 9 februari 2006: omdat Jyllands-Posten het vermoeden had dat illustratoren uit angst voor geweld van moslims een boek over de islamitische profeet Mohammed niet wilden illustreren, had Jyllands-Posten de journalistieke plicht tekenaars dringend om zulke tekeningen te verzoeken en ze daarna te publiceren. Het was, zegt Hirsi Ali, vervolgens correct van premier A.F. Rasmussen dat hij weigerde de elf ambassadeurs van "tirannieke regimes" te ontmoeten.
Oud VVD-leider Wiegel zei op 14 februari 2006 in een toespraak voor liberale moslims dat de vrijheid van meningsuiting niet absoluut kan zijn. "Tussen dat vrijheidsrecht en het gebruikmaken van dat recht staat de moraal", aldus Wiegel.
De Nederlandse minister van Buitenlandse Zaken Ben Bot bezocht op woensdag 15 februari Saoedi-Arabië. Hij ging erheen met de boodschap dat met de vrijheid van meningsuiting en de persvrijheid niet gemarchandeerd kan worden, maar dat die vrijheid niet onbeperkt is. Wie zich beledigd voelt, kan in Nederland naar de rechter stappen. Hij slaagde er desondanks niet in de Saoedische regering milder te stemmen. Binnen de grenzen van de persvrijheid is belediging van welke religie dan ook niet aanvaardbaar, verklaarde de Saoedische koning.
Naar aanleiding van de problemen rond de Deense cartoons stelde de regering op onduidelijk moment een Werkgroep Cartoonproblematiek in, die cartoons, met name ‘provocatieve tekeningen over de islam’, in de gaten moet houden om, in de woorden van minister Hirsch Ballin, te anticiperen op Deense situaties.

#### Demonstratieve acties tegen de cartoons
Op 5 februari werden op de website van de AEL enkele cartoons geplaatst. AEL-woordvoerder Abou Jahjah zei in NOVA dat wie tactloos omgaat met de vrijheid van meningsuiting zelf ook tegen een stootje moet kunnen.
Op 10 februari vond in Maastricht de eerste demonstratie van moslims tegen de cartoons plaats waarbij schoolkinderen een Deense vlag verbrandden. De politie greep niet in omdat de demonstratie verder vreedzaam verliep. Op 11 februari demonstreerden enkele honderden moslims op de Dam in Amsterdam. Deze demonstratie werd door moslimorganisaties geboycot. Op 15 februari staken Marokkaanse jongeren tijdens een demonstratie in Utrecht demonstratief een Britse vlag in brand. Ook hier greep de politie niet in.

### België

#### Verdediging van de cartoons
Op 3 februari publiceerden drie grote Vlaamse kranten: De Standaard, Het Nieuwsblad en Het Volk de cartoons om duidelijk te maken welk belang deze kranten hechten aan basiswaarden van de democratie en van het westers denken.
Peter Vandermeersch, hoofdredacteur van De Standaard, ontzegde op 3 februari 2006 moslims niet het recht om boos te zijn, maar waarschuwde voor het aan banden leggen van de vrijheid van meningsuiting. Iemands mening betwisten is iets heel anders dan diens recht betwisten om die mening te hebben.
De Vlaamse liberale denktank Liberales stelt op 10 maart 2006 dat de ziedende woede van moslims over de cartoons een uiting is van blinde haat voor morele en politieke aspecten die zij associëren met het Westen.

#### Kritiek op de cartoons
In een reactie op het publiceren door drie Vlaamse kranten van de cartoons (zie eerdere paragraaf) uitten de Executieve van de Moslims van België en de Raad van Theologen van de moslimgemeenschap in België hun verontwaardiging en veroordeelden deze daad die volgens hen enkel kan geïnspireerd zijn door racistische en xenofobe kringen.
Ook op 5 februari ontstond in Brussel een spontane manifestatie van ongeveer 4000 moslims. De redactie van De Standaard ontving een dreigbrief.

### Reacties van kerken
De lutherse staatskerk in Denemarken vond het respect voor iemands persoonlijke geloofsopvatting belangrijker dan de vrijheid van meningsuiting.
De Evangelische Kerk in Duitsland betuigde respect voor mensen die zich in hun religieuze overtuiging gekwetst voelden, maar zei ook dat moslims zich niet moeten laten gebruiken voor een anti-westerse campagne. Aan cartoonisten vroeg de woordvoerder zorgvuldig en respectvol om te gaan met het thema religie.
Kerkelijke leiders in Noorwegen riepen samen met islamitische bestuurders christenen en moslims wereldwijd op zich te beheersen en het conflict op een vreedzame manier door middel van een dialoog op te lossen. Ook zij stelden dat de vrijheid van meningsuiting en persvrijheid een groot goed zijn.
Het Vaticaan veroordeelde zowel de publicatie van de karikaturen van Mohammed als de gewelddadige reacties in de moslimwereld. Het Vaticaan oordeelde dat dergelijke vormen van verbitterde kritiek of het belachelijk maken van anderen op een gebrek aan menselijke gevoeligheid wijzen en in sommige gevallen als een onaanvaardbare provocatie opgevat kunnen worden. "Fysieke of verbale onverdraagzaamheid, van welke kant ook, als actie of reactie, is een ernstige bedreiging van de vrede", aldus de Heilige Stoel.

## Verweer van Flemming Rose
De Washington Post publiceerde op 19 februari 2006 een verweerschrift van Flemming Rose, chef kunst van Jyllands-Posten.
Hij betoogt onder andere:
- De publicatie van de cartoons was bedoeld om het steeds knellender keurslijf van zelfcensuur wat op te rekken. Illustraties daarvan:
  - een Deense kinderboekenschrijver zocht illustrators voor zijn boek over Mohammed, maar kon uiteindelijk alleen tekenaars vinden die per se anoniem wilden blijven;
  - de Tate Gallery weigerde een kunstwerk van John Latham, een beeld van een versnipperde koran, bijbel en talmoed;
  - een groep Deense imams drong in september 2005 er bij de Deense premier Rasmussen op aan om de koran vaker positief door de pers in beeld te laten brengen.
- Er is een traditie wat betreft satire op koninklijke hoogheden en politieke kopstukken; met de cartoons hebben we duidelijk willen maken dat de moslims deel uitmaken van deze maatschappij, juist niet dat ze erbuiten staan.
- De meest gewraakte tekening, die van de bom in de tulband van de islamitische profeet, betekent dat relatieve outsiders de islam een slechte naam bezorgen en zelfs opblazen.
- Respect toon je als je je schoenen uittrekt bij het binnenlopen van een moskee; maar als gelovigen van niet-gelovigen gaan eisen dat die in het openbaar zwijgen over wat voor hen een taboe is, dan is er geen sprake van respect maar van onderwerping.
- Als voormalig correspondent in de Sovjet-Unie zegt Rose allergisch te zijn voor censuur op grond van belediging. Schrijvers zoals Boris Pasternak (en vele anderen) zijn gestraft vanwege 'anti-sovjetpropaganda'. Moslims noemen onze publicaties nu 'anti-islamitisch'.
- Wie toegeeft aan totalitaire eisen zal ontdekken dat slechts meer eisen volgen.
- Het tragische geweld in het Midden-Oosten en in Indonesië naar aanleiding van de publicaties was onverwacht en nog minder gewenst.
- Het verhaal in Europa is goed afgelopen, de ontwikkeling van de moslims hier is ermee vooruit geholpen.
- Het verhaal in het Midden-Oosten is niet goed afgelopen, maar dat is ook een stuk ingewikkelder en dat heeft weinig met de Deense cartoons te maken.

## Verweer van tekenaar Westergaard
In de Schotse krant The Herald zegt
Kurt Westergaard, de tekenaar van de cartoon van 'Mohammed' met de tulband in de vorm van een bom, op 20 februari ’06, dat het internationale terrorisme, "dat zijn geestelijke munitie uit de islam betrekt", hem inspireerde tot de cartoon. Met de tekening zegt hij ook te willen protesteren tegen het feit "dat we bij de vrijheid van drukpers en meningsuiting misschien een dubbele moraal gaan krijgen".
Op 26 februari 2006 zegt hij: mijn tekening gaat niet over de islam als geheel. "Hij gaat over bepaalde fundamentalistische aspecten, die natuurlijk niet door iedereen gedeeld worden. Maar de brandstof voor de acties van terroristen komt voort uit interpretaties van de islam. (...) Als delen van een religie een totalitaire en agressieve richting ontwikkelen, dan denk ik dat je moet protesteren. We deden dat ook onder de andere ‘-ismen’."